# Casanova (песня Жизелы)
Casanova (перевод с кат. — «Казанова») — песня, с которой 20 мая 2008 года певица Жизела представила Андорру на международном конкурсе песен «Евровидение 2008». Автором песни является Хорди Кубино. Песня заняла 16 место с 22 баллами в первом полуфинале конкурса и не вышла в финал. Несмотря на это, одноимённый сингл занял второе место в испанском чарте и шестьдесят девятое в британском.